# Gare de Taki (Hyōgo)
La gare de Taki (滝駅, Taki-eki) est une gare ferroviaire localisée dans la ville de Katō, dans la Préfecture de Hyōgo au Japon. La gare est exploitée par la compagnie JR West, sur la ligne Kakogawa.

## Disposition des quais
La gare de Taki est une gare disposant d'une gare et d'une voie.

| N° de voie | Ligne      | Direction                |
| ---------- | ---------- | ------------------------ |
| 1          | ▆ Kakogawa | Ao/Nishiwakishi/kakogawa |

## Gares/Stations adjacentes
| JR West            |                |                |                |                    |
| Direction Kakogawa | Ligne Kakogawa | Ligne Kakogawa | Ligne Kakogawa | Direction Tanikawa |
| Takino             |                | Local 普通     |                | Nishiwaki          |